# Výfuková brzda

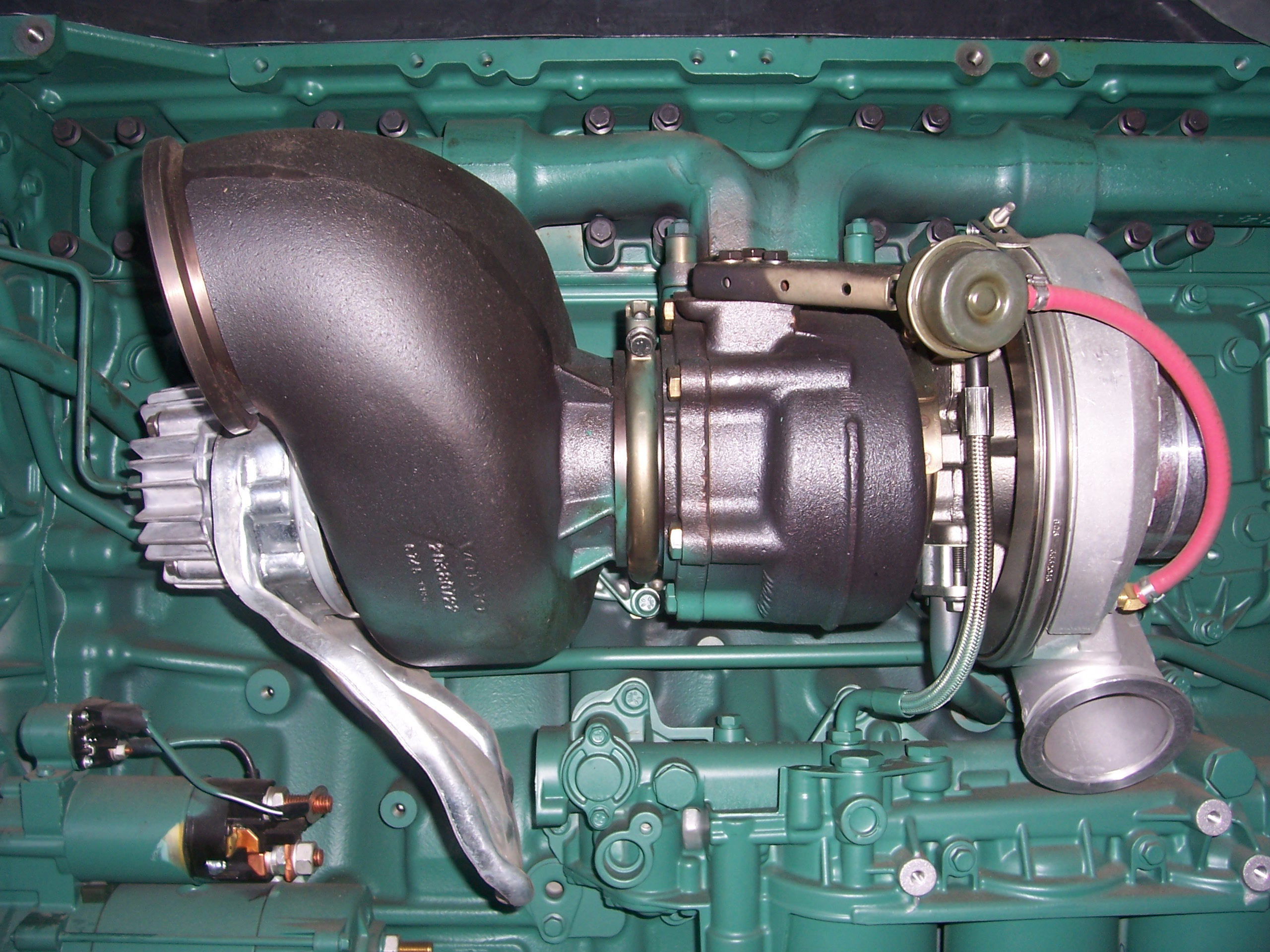
Výfuková brzda s turbodmychadlem

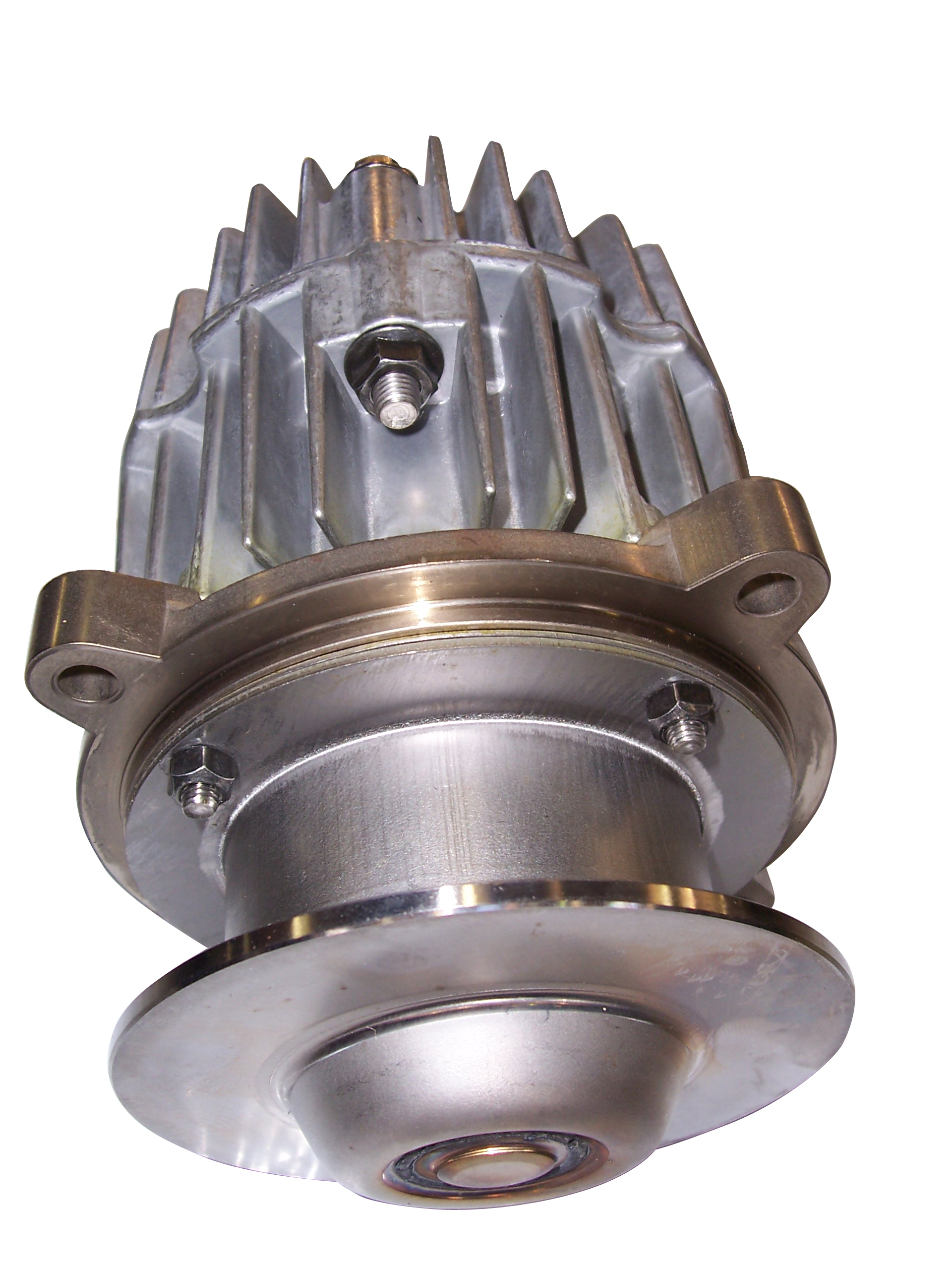
Přítlačné těleso výfukové brzdy

Výfuková brzda je druh odlehčovací brzdy (retardéru) používané u nákladních automobilů a autobusů.

## Vysvětlení pojmu
Pokud při sjíždění kopce snížíme či úplně odstavíme dodávku paliva do motoru („sundáme nohu z plynu“), působí motor na vozidlo jako brzda. Čím vyšší otáčky motoru, tím více vozidlo brzdí. Tento brzdný účinek se dá ještě zvýšit tím, že omezíme nebo úplně znemožníme průchod spalin výfukovým potrubím. Uzavření výfukového potrubí se zpravidla provádí klapkou, nebo šoupátkem ovládaným pomocí pneumatického válce. Pokud je vozidlo vybaveno zážehovým motorem, musí být spolu s uzavřením výfukového potrubí přerušena dodávka paliva. U vznětového motoru s vysokotlakým vstřikováním (systémy Common rail nebo čerpadlo-tryska) když se akcelerační ovladač (pedál plynu, ruční plynová páka) uvolní (stáhne na minimum) tak není žádné palivo vstřikováno. U starších dieselových agregátů (např. Tatra 148, Tatra 815) vybavených nízkotlakým čerpadlem (řadové čerpadlo) se vinou nedokonalé konstrukce palivo dál vstřikuje, dále není možné zastavit vstřikování u dieselů s předkomůrkou (VW 1.9D) z důvodu snížení teploty vznětové komory.

## Mechanický princip
Brzdící účinek tzv. decelerace je vyvolán přirozenými třecími a čerpacími ztrátami motoru v případě ovladatelné zábrany na výfukovém potrubí (již zmiňovaná klapka) posílíme čerpací ztráty.

## Konstrukční požadavky
Zábrana nesmí být zcela plynotěsná vždy musí být umožněn alespoň malý průtok spalin. V případě úplného zahrazení výfukového vedení by hrozilo porušení těsnicích prvku na potrubí nebo hůře deformace součástí klikového mechanismu.